# Liste der denkmalgeschützten Objekte in Aurolzmünster
Die Liste der denkmalgeschützten Objekte in Aurolzmünster enthält die 5 denkmalgeschützten, unbeweglichen Objekte der Gemeinde Aurolzmünster in Oberösterreich (Bezirk Ried im Innkreis).

## Denkmäler
| Foto |                 | Denkmal                                                          | Standort                                           | Beschreibung | Metadaten |
| ---- | --------------- | ---------------------------------------------------------------- | -------------------------------------------------- | --- | --- |
| ja   | Datei hochladen | Kath. Pfarrkirche hl. Mauritius HERIS-ID: 52034 Objekt-ID: 58020 | gegenüber Marktplatz 19 Standort KG: Aurolzmünster | Die Pfarrkirche hl. Mauritius wurde 831 erstmals urkundlich erwähnt. Das spätgotische einschiffige und vierjochige Langhaus besitzt ein barockisiertes gotisches Gewölbe. Die Seitenkapelle befindet sich an der Nordseite. Der Turm ist mit einem Zwiebelhelm ausgeführt. Die Türen nach Norden, Süden und Westen weisen gotische Beschläge auf. Die Stuckaturen stammen von Franz Josef Holzinger. Der gemauerte Hochaltar aus dem Jahr 1734 wurde aus Stuckmarmor errichtet, das Altarblatt ist ein Werk von Michelangelo Unterberger. Für die Ausführung der Orgel war 1723 Johann Ignaz Egedacher verantwortlich. | BDA-Hist.: Q21552760 Status: § 2a Stand der BDA-Liste: 2025-06-30 Name: Kath. Pfarrkirche hl. Mauritius GstNr.: 169/1 Saint Maurice Church (Aurolzmünster) |
| ja   | Datei hochladen | Marktbrunnen HERIS-ID: 88478 Objekt-ID: 103050                   | vor Marktplatz 33 Standort KG: Aurolzmünster       | Der Marktbrunnen von Aurolzmünster ist mit bekrönender Statue und geschmiedetem Akanthusgitter ausgeführt. Die Errichtung wird um das Jahr 1700 datiert. | BDA-Hist.: Q37725739 Status: § 2a Stand der BDA-Liste: 2025-06-30 Name: Marktbrunnen GstNr.: 270/10 Marktbrunnen (Aurolzmünster)                           |
| ja   | Datei hochladen | Pfarrhof HERIS-ID: 88405 Objekt-ID: 102975                       | Rieder Straße 6 Standort KG: Aurolzmünster         | | BDA-Hist.: Q37725389 Status: § 2a Stand der BDA-Liste: 2025-06-30 Name: Pfarrhof GstNr.: 127/1 Pfarrhof Aurolzmünster                                      |
| ja   | Datei hochladen | Schloss Aurolzmünster HERIS-ID: 37604 Objekt-ID: 36817           | Schloßstraße 1 Standort KG: Aurolzmünster          | → Hauptartikel : Schloss Aurolzmünster f1 | BDA-Hist.: Q1574735 Status: Bescheid Stand der BDA-Liste: 2025-06-30 Name: Schloss Aurolzmünster GstNr.: 1/2 Schloss Aurolzmünster                         |
| ja   | Datei hochladen | Kapelle in Maria Aich HERIS-ID: 88873 Objekt-ID: 103460          | bei Maria Aich 1 Standort KG: Weierfing            | | BDA-Hist.: Q37728222 Status: Bescheid Stand der BDA-Liste: 2025-06-30 Name: Kapelle in Maria Aich GstNr.: .84 Kapelle in Maria Aich                        |